# Boston-Mavic
Boston-Mavic oder Boston-IFI-Mavic war ein belgisches professionelles Radsportteam, das von 1980 bis 1981 bestand.

## Geschichte
Das Team wurde 1980 unter der Leitung von Robert Lauwers und Julien Stevens gegründet. In der ersten Saison konnte neben den Siegen weitere Platzierungen wie Platz 5 beim Nationale Sluitingprijs, sechste Plätze beim GP du Tournaisis und der Ronde van Limburg, Platz 7 bei Bordeaux–Paris und Platz 16 bei Lüttich-Bastogne-Lüttich erreicht werden. 1982 kam Lucien Van Impe zum Team. Er gewann neben einer Etappe auch die Bergwertung sowie belegte Platz 2 in der Gesamtwertung bei der Tour de France. Ansonsten wurden neben den weiteren Siegen zweite Plätze beim Scheldeprijs, beim GP Stad Zottegem, beim Druivenkoers, beim Omloop van het Houtland, dritte Plätze bei Paris-Camembert, der Polymultipliée, sowie Platz 6 bei der La Flèche Wallonne, zehnte Plätze bei dem Amstel Gold Race und dem Grand Prix Midi Libre erzielt. Weiterhin wurde Platz 12 bei der Flandern-Rundfahrt und Platz 13 bei Lüttich-Bastogne-Lüttich erwirkt. Nach der Saison 1981 wurde das Team aufgelöst.
Hauptsponsor war ein amerikanischer Hersteller von Kühlschprodukten, welcher sich mit dem Sponsoring einen größeren Absatz in Europa erhoffte.

## Erfolge
1980
- eine Etappe Tour de l’Oise
- Schaal Sels Merksem
- Flèche Ardennaise
- GP Victor Standaert

1981
- eine Etappe und  Bergwertung Tour de France
- La Poly Normande
- Grote Prijs Stad Vilvoorde
- GP Victor Standaert
- eine Etappe Tour d’Indre-et-Loire
- Grand Prix de Hannut
- Memorial Thijssen
- Grote Prijs Marcel Kint

## Weitere Platzierungen
| Grand Tour         | 1980 | 1981 |
| ------------------ | ---- | ---- |
| Tour de FranceTour | 23   | 2    |

| Monument                 | 1980 | 1981 |
| ------------------------ | ---- | ---- |
| Mailand–Sanremo          | 97   | 47   |
| Flandern-Rundfahrt       | 34   | 12   |
| Paris–Roubaix            | 20   | 24   |
| Lüttich–Bastogne–Lüttich | 16   | 13   |

## Bekannte ehemalige Fahrer
- Philippe Tesnière (1980–1981)
- Willy Scheers (1980–1981)
- Willy Teirlinck (1981)
- Lucien Van Impe (1981)
- Benjamin Vermeulen (1981)
- Dirk Heirweg (1981)